# Spoorlijn Audun-le-Tiche - Hussigny-Godbrange
De Spoorlijn Audun-le-Tiche - Hussigny-Godbrange is een voormalige spoorlijn tussen Audun-le-Tiche en Hussigny-Godbrange in Frankrijk. De spoorlijn was 6,1 km lang en had als lijnnummer 196 000.

## Geschiedenis
Van 1880 tot 1917 was Rédange een kopstation en hield de lijn op bij de voormalige grens tussen Duitsland en Frankrijk, thans is dit de grens tussen de departementen Moselle en Meurthe-et-Moselle. Tijdens de Eerste Wereldoorlog werd de lijn verlengd tot Hussigny-Godbrange. Al in 1937 werd reizigersverkeer opgeheven. In 1966 werd ook het goederenverkeer tussen Hussigny-Godbrange en Rédange opgeheven waarna de sporen in 1969 werden opgebroken. Tot 1982 hebben er goederentreinen gereden tussen de fabriek van Rédange en Audun-le-Tiche, hier werden de sporen opgebroken in 1994.

## Aansluitingen
In de volgende plaatsen was er een aansluiting op de volgende spoorlijnen:
Audun-le-Tiche
RFN 186 000, spoorlijn tussen Audun-le-Tiche grens en Audun-le-Tiche
RFN 195 000, spoorlijn tussen Fontoy en Audun-le-Tiche
RFN 196 300, raccordement van Audun-le-Tiche
RFN 219 000, spoorlijn tussen Audun-le-Tiche - Audun-le-Tiche-Villerupt
Hussigny-Godbrange
RFN 203 000, spoorlijn tussen Longwy en Villerupt-Micheville